# Грамотне
Грамо́тне (іст. назва — Гримітне) — село Верховинського району Івано-Франківської області. Розташоване серед гір масиву Гриняви. Входить до складу Білоберізької сільської громади.

## Назва
Історична назва села — Гримітне від того що «гримів» водоспад. На місці водоспаду в наш час спорудили міні-ГЕС.

## Географія
На південному заході від села бере початок струмок Стефулецький, правий доплив Чорного Черемошу.
На північно-східній околиці села струмок Старий впадає в річку Грамітний.

## Історія
24 серпня 1991 року село в складі незалежної України.
2 жовтня 2015 року шляхом об'єднання Білоберізької, Устеріківської та Хороцівської сільських рад село увійшло до Білоберізької сільської громади.
12 червня 2020 року, відповідно до Розпорядження Кабінету Міністрів України  № 714-р «Про визначення адміністративних центрів та затвердження територій територіальних громад Івано-Франківської області», увійшло до складу Білоберізької сільської громади.
19 липня 2020 року, в результаті адміністративно-територіальної реформи та ліквідації Верховинського району, село увійшло до складу новоутвореного Верховинського району.

## Населення
Згідно з переписом УРСР 1989 року чисельність наявного населення села становила 431 особа, з яких 225 чоловіків та 206 жінок.
За переписом населення України 2001 року в селі мешкала 371 особа. 100 % населення вказало своєю рідною мовою українську.

## Освіта
У Грамотному працює філія Гринявського ліцею — Грамітнянська гімназія.

## Відомі люди

### Народилися
- Рибчук Михайло Васильович (1995—2023) — солдат збройних сил України, учасник російсько-української війни;
- Оксана Рубаняк (нар. 2003) — українська поетеса, письменниця, громадський активіст, військовослужбовиця, учасниця російсько-української війни.